# Petrov (Nyugat-prágai járás)
Petrov település Csehországban, Nyugat-prágai járásban. Petrov Březová-Oleško, Hradištko, Davle, Libeř, Jílové u Prahy és Okrouhlo településekkel határos. Lakosainak száma 820 fő (2024. január 1.).

## Népesség
A település lakosságának változását az alábbi diagram mutatja:
| Lakosok száma | 278  | 316  | 308  | 349  | 328  | 304  | 663  | 698  | 760  | 820  |
|               | 1869 | 1890 | 1921 | 1950 | 1980 | 2001 | 2017 | 2019 | 2022 | 2024 |